# Fred C. Trump

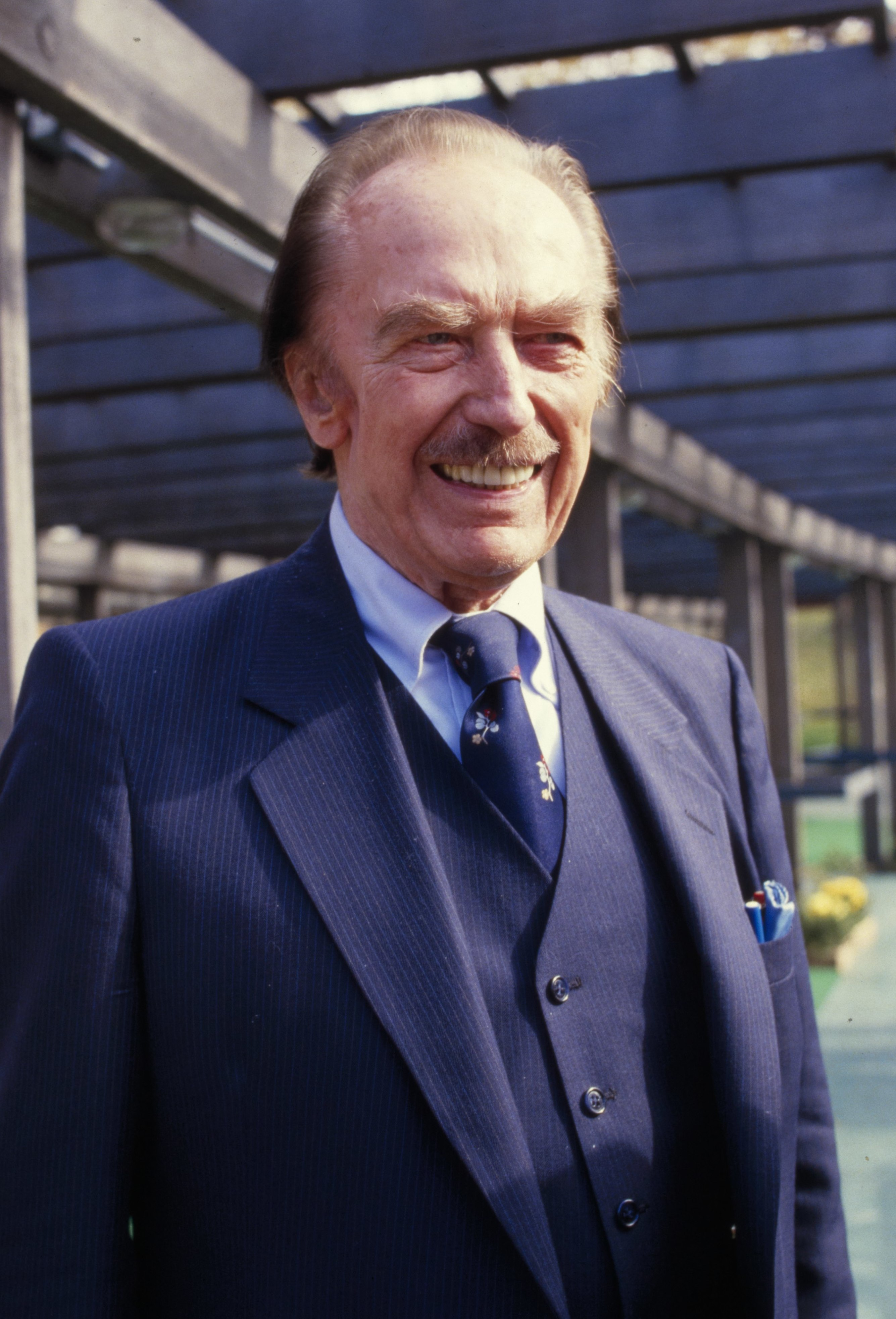
Fred Trump, ca. 1986

Frederick „Fred“ Christ Trump Sr. (* 11. Oktober 1905 in New York City; † 25. Juni 1999 ebenda) war ein amerikanischer Immobilienunternehmer. Durch zahlreiche Wohnungsbauprojekte vor allem in New York wurde er zum Multimillionär. Donald Trump, der 45. und 47. US-Präsident, ist sein Sohn.

## Leben

### Herkunft
Fred Trumps Eltern entstammten armen Winzerfamilien aus Kallstadt in der damals bayerischen Pfalz, die in die Vereinigten Staaten ausgewandert waren. Sein Vater Frederick Trump (1869–1918), der ursprünglich Friedrich hieß, war bereits 1885 im Alter von 16 Jahren nach New York gegangen und hatte im Klondike-Goldrausch mit Restaurants ein Vermögen gemacht. Nach der Hochzeit 1902 in Ludwigshafen mit der elf Jahre jüngeren früheren Kallstadter Nachbarstochter Elisabeth Christ war das Paar zunächst wieder nach New York gezogen. Dort kam 1904 eine Tochter zur Welt. 
Weil die junge Elizabeth, wie sie jetzt offiziell hieß, in New York bald sehr unter Heimweh litt, gingen sie 1904 nach Kallstadt zurück, wo Frederick die nach seiner früheren Emigration aberkannte bayerische Staatsangehörigkeit erneut beantragte. Dieser Antrag wurde jedoch wegen des Verdachts, dass er damals das Land verlassen habe, um dem Wehrdienst zu entgehen, abgelehnt. So waren die Trumps gezwungen, im Juni 1905 in die USA zurückzukehren. Zu diesem Zeitpunkt war Elizabeth bereits erneut schwanger, und im Oktober wurde Fred im New Yorker Stadtteil Bronx geboren, gefolgt 1907 von John.

### Kindheit und Ausbildung
Fred Trump wuchs bis zu seinem 10. Lebensjahr in einem vorwiegend deutschsprachigen Milieu auf, erst in der Bronx und dann in dem noch wenig urbanisierten Stadtbezirk Queens. Zu Hause sprach man Deutsch, und erst in der Schule wurde für die Kinder Englisch wichtig. Das änderte sich grundlegend, nachdem im Mai 1915 das britische Passagierschiff Lusitania mit 124 US-Bürgern (unter insgesamt 1200 Personen) an Bord vor der Küste Irlands durch ein deutsches U-Boot versenkt worden war. 
Die deutsche Sprache, die bis dahin in Queens mindestens so gebräuchlich wie die englische gewesen war, verschwand infolge der neuen politischen Situation schnell weitgehend aus dem öffentlichen Leben. Die Deutschamerikaner wurden beargwöhnt und teils persönlich angefeindet, und deutschstämmige Nachbarn der Trumps änderten sogar ihre Nachnamen. Auch in der ursprünglich stark deutsch geprägten Highschool, die Fred von 1918 bis 1923 besuchte, wurde kaum noch Deutsch gesprochen.
Sein Vater erlag 1918 der Spanischen Grippe und hinterließ ein Vermögen von etwa 30.000 (Wert heute 540.000) US-Dollar, das allerdings während der schweren Nachkriegs-Inflation 1919/20 erheblich an Wert verlor. Seine Mutter setzte das Immobiliengeschäft ihres Mannes fort, indem sie auf unbebauten Grundstücken, die er erworben hatte, Häuser errichten ließ und diese dann veräußerte.
Fred hätte gerne wie seine ältere Schwester Elizabeth schon früh die Schule verlassen, aber die Mutter bestand darauf, dass er den Highschool-Abschluss erwarb. Anders als sein Bruder John, der ein ausgezeichneter Schüler war, konzentrierte Fred sich auf außerschulische Aktivitäten: Er erlernte in teils nächtlichen Kursen und im Fernunterricht den Holzbau, das Maurerhandwerk, die Klempnerei, das Verlegen elektrischer Leitungen und das Lesen von Bauplänen und erwarb mit allerlei Jobs wie etwa als Caddie auf dem Golfplatz Kapital für spätere Unternehmungen.

### Bauunternehmer in Queens
Nach dem Abschluss der Highschool begann Fred Trump regulär im Baugewerbe zu arbeiten. In seinem ersten Job hatte er Bauholz zu schleppen, wo die üblichen Pferdefuhrwerke nicht durchkamen, aber bald fand er Arbeit als Zimmermann. Mit Kursen im Konstruktionswesen am Pratt Institute in Brooklyn setzte er seine Ausbildung fort, und 1925, zwei Jahre nach dem Schulabschluss, hatte er sein erstes Haus fertiggestellt. Da er noch nicht volljährig war, gründete seine Mutter die Firma Elizabeth Trump & Son und führte diese offiziell, bis er die Leitung übernehmen konnte. 
Ein größeres Problem war die Beschaffung von Kapital. Für kleine Leute wie die Trumps gab es Kredite nur mit zweistelligen Zinssätzen; daher wählte Trump einen anderen Weg: Er verkaufte die im Bau befindlichen Häuser schon so früh wie möglich vor der Fertigstellung und finanzierte mit dem Erlös den Bau des nächsten. Mit großem persönlichen Einsatz, auch bei der Betreuung der Kunden, hatte er 1926 bereits über 20 Wohnhäuser in Queens erstellt.
Sein jüngerer Bruder John begann ein Architekturstudium und entwarf einige Gebäude, aber die Zusammenarbeit erwies sich als schwierig, weil die Brüder sehr unterschiedliche Ziele hatten. Während Fred die Häuser so schnell wie möglich zu verkaufen suchte, betrachtete John jedes Haus als ästhetisches Werk, das erst dann zum Verkauf angeboten werden sollte, wenn es vollendet war. Da Fred sich mit seinen Vorstellungen immer wieder durchsetzte, war John zunehmend enttäuscht und stieg nach einem Jahr aus, um Ingenieur zu werden.
1929, als mit dem New Yorker Börsencrash (Schwarzer Donnerstag) die Weltwirtschaftskrise einsetzte, hatte Fred Trump bereits Hunderte Häuser in Queens verkauft. Nun musste er dieses Geschäft vorübergehend ruhen lassen, und er eröffnete in Queens stattdessen einen der ersten modernen Supermärkte, wo die Kunden nicht mehr bedient wurden, sondern selbst die Nahrungsmittel aussuchen konnten. Dabei übernahm er das neue Geschäftsmodell des unweit gerade errichteten King-Kullen-Supermarktes.

### Bauen in größerem Umfang
1934 gelang ihm der Wiedereinstieg ins Immobiliengeschäft, indem er mit einem Partner aus Queens die insolvente J. Lehrenkrauss Corporation in Brooklyn übernahm, die über viele Jahre in betrügerischer Weise mit Hypotheken gehandelt hatte. Für sein Gebot verwendete Trump ein Briefpapier der fiktiven F. C. Trump Construction Corporation, und er behauptete, seit zehn Jahren erfolgreich im Immobilien- und Hypothekengeschäft tätig zu sein und ein erfahrenes Team zu haben, um die Lehrenkrauss Corporation zu retten. Außerdem gelang es ihm, seinen Konkurrenten William A. Demm, der ähnlich zweifelhafte Referenzen vorzuweisen hatte, als Partner zu gewinnen. Mit einer guten Portion Glück erhielten die beiden den Zuschlag.
Durch diese Übernahme hatte Trump erstmals Kapital zur Verfügung und musste nicht wie in früheren Jahren die noch im Bau befindlichen Häuser so schnell wie möglich verkaufen, um die laufenden Baukosten finanzieren zu können. Nach wie vor war jedoch die Nachfrage nach Immobilien in der andauernden Wirtschaftskrise gering. Dem sollte nun die Federal Housing Administration (FHA), die Präsident Franklin D. Roosevelt im selben Jahr (1934) im Rahmen seines New Deal gründete, gegensteuern. Die FHA bot eine staatlich abgesicherte Versicherung für langfristige und zinsgünstige Kredite an, die zum Erwerb von Eigenheimen vergeben wurden. 
Dies setzte – nach anfänglichem Zögern der Banken – eine erhebliche Geldmenge für den Hausbau frei, und interessierte Kreditnehmer bekamen wieder günstige Konditionen. Schon nach kurzer Zeit begann die darniederliegende Bauwirtschaft, sich zu erholen, und Trump spezialisierte sich auf den Bau derartig staatlich geförderter Immobilien. Von 1935 bis 1942 baute er in Brooklyn 2000 Einfamilienhäuser. Damit wurde er zu einem der erfolgreichsten Bauunternehmer New Yorks, und der Name Trump etablierte sich als Inbegriff für Geschäftstüchtigkeit und Qualität.

### Familie
Inzwischen hatte Trump die junge Schottin Mary Anne MacLeod kennengelernt, die als Hausmädchen gearbeitet hatte, aber spätestens ab 1935 bei den Trumps in Queens lebte und die er 1936 heiratete. Mit ihr bekam Trump fünf Kinder. 
Die älteste Tochter, Maryanne Trump Barry (1937–2023), war von 1983 bis 1999 Richterin für den Bezirk New Jersey am United States District Court, danach Richterin für den dritten Bezirk des United States Court of Appeals. 2011 wurde sie emeritiert und war noch bis 2019 als Senior Judge am Gericht tätig. 
Der älteste Sohn, Freddy (1938–1981), arbeitete einige Jahre in der Firma mit, erfüllte jedoch nicht die hohen Anforderungen des Vaters und verließ die Firma schließlich, um eine Laufbahn als Pilot einzuschlagen. Wegen Alkoholabhängigkeit gab er diesen Beruf auf. Er starb im Alter von 42 Jahren an einem Herzinfarkt. Dessen beiden Kinder, Frederick Trump III und Mary Lea Trump, aus einer zwischenzeitlich geschiedenen Ehe waren die einzigen Nachkommen Fred C. Trumps, die dieser von seinem Erbe ausschloss.
Sein drittes Kind Elizabeth (* 1942) heiratete den Filmproduzenten James Grau. 
Das viertgeborene Kind, der zweite Sohn, Donald (* 1946), führte das Immobiliengeschäft weiter und baute es zu einer weltbekannten Marke aus. Er wurde 2017 der 45. und 2025 der 47. Präsident der Vereinigten Staaten. Das fünfte Kind war Robert S. Trump (1948–2020), der ebenfalls im Trump-Immobilienkonzern mitgearbeitet hat.

### Großprojekte in Brooklyn
Dank dem Ansehen von Charles O’Malley, den er als neuen Partner (anstelle von Demm) gewinnen konnte und der zugleich der offizielle Grundstücksschätzer in New York war, musste Trump nun nicht mehr wie in früheren Jahren ein Haus nach dem anderen bauen, sondern er konnte mit seiner Trump Holding Company auf der Grundlage von FHA-abgesicherten Krediten Großprojekte in Angriff nehmen. Für das erste derartige Projekt identifizierte er die vielen Eigentümer eines großen unbebauten Areals in East Flatbush in Brooklyn und erwarb das gesamte Areal mit Hilfe eines erfahrenen Juristen. Dann engagierte er einen Architekten, um Pläne für 450 Reihenhäuser nach den Richtlinien der FHA auszuarbeiten. Diese bewilligte daraufhin Versicherungen für Hypotheken in Höhe von 750.000 Dollar – bei einem veranschlagten Verkaufspreis von 3000 bis 6250 Dollar pro Haus.
Die bald auch an anderen Stellen in Brooklyn entstehenden „Trump-Häuser“ waren modern und teils recht luxuriös ausgestattet. Sie waren alle ähnlich und leicht als Trump-Häuser zu erkennen, aber jedes war auf irgendeine Art besonders. Als begehrtes Statussymbol galt insbesondere die immer vorhandene Garage, obwohl die meisten Käufer weder einen Führerschein hatten noch sich ein Auto leisten konnten. Die Fußböden waren nicht wie üblich aus Linoleum, sondern Parkett, und als neueste Luxus-Ausstattung wurden auch Duschkabinen angeboten.
Schon zum Ausheben der Baugruben in East Flatbush 1936 hatte Trump 400 Arbeiter. Diese waren durchweg Weiße und wurden überwiegend entsprechend ihrer Herkunft eingesetzt, so etwa Schweden als Holzarbeiter. Auf den üblichen Vorarbeiter verzichtete Trump. Stattdessen kam er selbst jeden Morgen um halb acht auf die Baustelle und besichtigte jedes Haus. Wo immer er nicht zufrieden war, legte er selber Hand an und zeigte, wie es gemacht werden sollte. Später besuchte er regelmäßig seine früheren Kunden und erkundigte sich nach dem Zustand der Häuser.

### Zweiter Weltkrieg
Nachdem Deutschland im Zweiten Weltkrieg große Teile Frankreichs besetzt hatte, ordnete der US-Präsident Roosevelt 1941 einen großangelegten Ausbau der Verteidigungsanlagen an der amerikanischen Ostküste an, und dafür wurden überall in den USA Baumaterialien beschlagnahmt. Dies führte zu einem drastischen Rückgang des privaten Hausbaus. Brooklyn, wo Trump tätig war, erhielt jedoch einen Sonderstatus, weil es dort eine militärische Schiffswerft (New York Naval Shipyard) gab. So konnte Trump seine Projekte zunächst ungestört fortsetzen. Nach dem Überfall Japans auf Pearl Harbor im Dezember 1941 und dem Kriegseintritt der USA wurde dieser Sonderstatus widerrufen.
Doch Trump hatte bereits ein neues Betätigungsfeld gefunden. Er war – neben anderen Unternehmern aus der New Yorker Gegend – von der Regierung gebeten worden, in Norfolk, Virginia, dem Zentrum der Marine an der Ostküste, in großem Stil dringend benötigte Unterkünfte zu bauen. Da der Kongress gerade ein Förderprogramm aufgelegt hatte, das für Mehrfamilienhäuser für Arbeiter in der Nähe von Militäranlagen großzügige Hypothekenversicherungen bereitstellte, baute Trump nun anstelle von Einfamilienhäusern Mietshäuser und verkaufte diese nicht, sondern vermietete sie. Die Nachfrage war immens, und Trump konnte entsprechend hohe Mieten verlangen.
Die Familie, zu der inzwischen drei kleine Kinder gehörten, zog nach Virginia Beach in der Nähe von Norfolk. In dieser Zeit begann Trump, seine deutsche Herkunft zu verschweigen, und er brachte den Kindern seine Muttersprache nicht bei. Stattdessen erzählte er, schwedischer Herkunft zu sein. Seine deutsche Abstammung verschwieg Trump bis zu den 1980er Jahren. Angesichts der zunehmenden Bedeutung von Juden im Immobiliengewerbe und in der Politik engagierte er sich zudem sehr in jüdischen philanthropischen Zusammenhängen.
In Norfolk baute Trump in drei Jahren 1360 Mehrfamilienhäuser mit bis zu 20 Wohnungen. Als die staatlichen Förderprogramme, von denen er profitierte, im Sommer 1944 eingestellt wurden, zog die Familie wieder in eines ihrer Häuser in den Jamaica Estates in Queens, und Trump, der in Norfolk all seine Zeit und Energie in seine Arbeit gesteckt und dabei die Familie vernachlässigt hatte, wollte seine früheren Projekte und Pläne in New York wieder aufnehmen. Das erwies sich aber als sehr schwierig.

### Spätere Jahre
Nach dem Ende des Krieges kehrten über sechs Millionen Soldaten in die USA zurück und sahen sich mit einer nie dagewesenen Wohnungsnot konfrontiert. Zugleich herrschte ein extremer Mangel an Baumaterial, so dass Bauunternehmer wie Trump, die preiswerte Wohnungen für die Heimkehrer erstellen wollten, kaum an Material zu akzeptablen Preisen kamen. Präsident Harry S. Truman ließ ein Notprogramm ausarbeiten, das im Mai 1946 in Kraft trat, aber – auch zur Überraschung Trumps – die Situation noch verschärfte. In dieser Phase der Unsicherheit kam im Juni 1946 das vierte Kind, Donald, zur Welt.
Nachdem bei den Wahlen im November 1946 seine Demokratische Partei wegen der herrschenden Unzufriedenheit ihre Mehrheit im Kongress verloren hatte, beendete Truman das gescheiterte Programm, das auf Preiskontrollen basierte, umgehend, und am selben Tag wendete sich Trump mit einer Erklärung an die Presse, in der er für die nächsten Jahre unvermeidliche Preissteigerungen im Wohnungsbau vorhersagte, weil die Materialien aufgrund der großen Nachfrage weiterhin knapp sein würden. Er behielt recht, und einige Monate später herrschte eine große Nachfrage nach seinen in Brooklyn neu erstellten Häusern.
Zur Ankurbelung des Wohnungsbaus ließ Truman die Bedingungen für FHA-Förderungen verbessern, um stärkere Anreize für Unternehmer und Bankiers zu schaffen. Zu den ersten, die sich das zunutze machten, gehörte wiederum Trump, der das bislang größte private Mietshausprojekt in Brooklyn, Shore Haven, konzipierte und dafür im Juni 1947 die Genehmigung durch die FHA erhielt. Es handelte sich um einen Komplex von 32 sechsstöckigen Gebäuden mit Fahrstühlen, beheizten Tiefgaragen und mit Blick auf die Bucht und auf das Meer, dazwischen ausgedehnte Grünflächen und als Neuheit ein eigenes Einkaufszentrum. 
Zusammen mit den 600 nahegelegenen Ein- und Zweifamilienhäusern, die er früher gebaut und verkauft hatte, bot er nun etwa 7000 Menschen Wohnraum, und der Brooklyn Eagle nannte das Ganze Trump City. Als sich herausstellte, dass die durch die FHA geschaffenen Anreize für Bauherren nicht ausreichten, um die Wohnungsnot zu beheben, wurden die Konditionen 1950 nochmals verbessert, und Trump startete neben dem noch im Bau befindlichen ersten ein zweites, ähnlich konzipiertes Projekt namens Beach Haven.
Das Programm wurde letztlich ein Erfolg. Über einige Jahre basierte der Wohnungsbau in den Vereinigten Staaten größtenteils auf der FHA-Förderung, es wurden insgesamt fast eine halbe Million Wohnungen fertiggestellt, und im Baugewerbe sowie bei den Zulieferern entstanden je etwa drei Millionen Arbeitsplätze. Aber 1954 gerieten die FHA und insbesondere die beteiligten Bauunternehmer in Verruf. Hochrangige Politiker einschließlich des neuen republikanischen Präsidenten Dwight D. Eisenhower beschuldigten die zuvor umjubelten Unternehmer der Bereicherung auf Staatskosten. 
Als einer der erfolgreichsten von ihnen fand sich Trump im Juni 1954 auf einer Liste der Hauptverdächtigen in der New York Times, und der Brooklyn Eagle bezifferte den angeblich abgezweigten Betrag auf über vier Millionen Dollar. Im Juli 1954 musste Trump sich bei einer öffentlichen Anhörung vor einem Komitee des Senats in Washington rechtfertigen. Dabei konnte er alle Anschuldigungen entkräften. So befanden sich etwa die fraglichen vier Millionen Dollar auf einem Konto des Beach Haven-Projekts und dienten dort als Reserve. Aber er merkte an, dass wegen dieser haltlosen Beschuldigung seine Reputation jetzt schwer beschädigt sei.

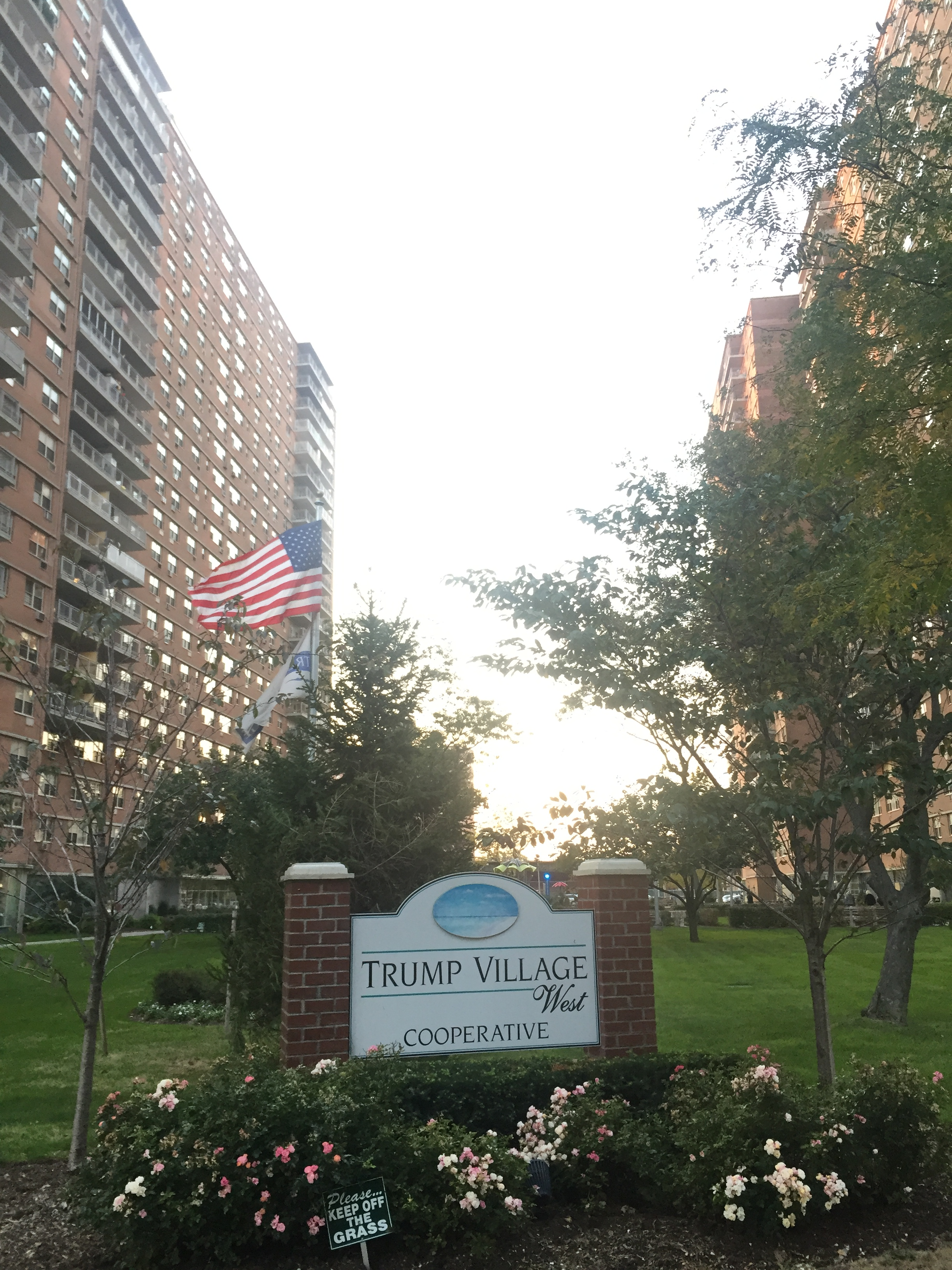
Trump Village (2016)

Infolge dieses Skandals, bei dem auch die Führung der FHA teilweise ausgetauscht worden war, setzte die Behörde Trump auf eine schwarze Liste, und er musste sich für einige Jahre auf kleinere, rein privat finanzierte Bauprojekte beschränken. Aber nachdem 1958 Nelson Rockefeller zum Gouverneur des Staates New York gewählt worden war, wendete sich das Blatt. Rockefeller wollte die Bautätigkeit in großem Umfang ankurbeln und beauftragte den Juristen John N. Mitchell, einen Weg zu finden, wie man die bestehenden Einschränkungen der staatlichen Wohnungsbauförderung umgehen konnte. Mitchell fand eine Lösung, und auf dieser Grundlage entstand die New York State Housing Finance Agency (HFA), die in ähnlicher Weise wie die FHA, von deren Förderung Trump früher profitiert hatte, Kredite für den Wohnungsbau bereitstellte. 
Auch hier gehörte Trump wieder zu den Ersten, die sich die neuen Finanzierungsmöglichkeiten zunutze machten. 1962 konnte er mit dem bislang größten Bauprojekt in Brooklyn beginnen: 3800 Wohnungen in sieben Häusern, die mit je 23 Stockwerken auch höher waren als alle bisherigen. Dieses war das einzige Projekt, das er mit seinem Namen versah: Trump Village. Und er sah sich erstmals, sehr zu seinem Unwillen, damit konfrontiert, dass er seine bisherige Bauweise – Backsteine und Holzböden, wobei er jeden Handgriff selbst beherrschte, – aufgeben musste. Derart hohe Häuser waren nur mit Stahlbeton und mit Baukränen realisierbar, und er musste einen Architekten und eine Baufirma in Anspruch nehmen, die darauf spezialisiert waren.
Trump Village, das 1964 fertiggestellt wurde, war das letzte erfolgreiche Großprojekt Fred Trumps. 1968 beendete sein Sohn Donald das Studium und stieg voll in das Unternehmen ein, in dem er schon neben dem Studium mitgearbeitet hatte. 1971 übernahm er als Präsident die Leitung, während Fred die Position eines Chairman einnahm. Diesen Titel behielt er bis zu seinem Tod 1999 im Alter von 93 Jahren in Queens, obwohl er 1993 an Alzheimer erkrankt war und die letzten Jahre seines Lebens in einem Sanatorium verbracht hatte.

## Rezeption
Der Folk-Musiker Woody Guthrie widmete Fred Trump Anfang der 1950er Jahre den Titel Old Man Trump, in dem er den Rassismus seines Vermieters anprangert. Der handgeschriebene Text wurde erst 2016 von dem Literaturwissenschaftler Will Kaufman, Professor an der University of Central Lancashire, entdeckt und veröffentlicht. Im selben Jahr wurde er erstmals von Ryan Harvey mit Ani DiFranco und Tom Morello vertont und ging im Rahmen der ersten Präsidentschaftskandidatur Donald Trumps durch die Medien, wo ihm eine gewisse Aktualität bescheinigt wurde. Kaufman erwähnt allerdings auch, dass die Federal Housing Administration, deren Fördermittel Fred Trump in Anspruch genommen hatte, im Rahmen der damals gesetzlich vorgeschriebenen Rassentrennung von „unharmonischen“ (gemischtrassigen) Belegungen von Wohnanlagen abgeraten hatte.